# Facidia rivulosum
Facidia rivulosum är en fjärilsart som beskrevs av Saalmüller 1880. Facidia rivulosum ingår i släktet Facidia och familjen nattflyn. Inga underarter finns listade i Catalogue of Life.